# Ferdinand von Hebra

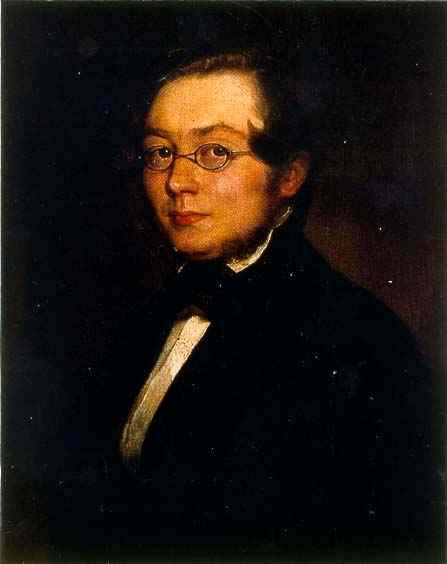
Ferdinand von Hebra.

Ferdinand von Hebra, född 7 september 1816 i Brünn, död 5 augusti 1880 i Wien, var en österrikisk läkare, svärfar till Moritz Kaposi.
År 1841 blev han medicine doktor i Wien och kallades 1842 till docent i dermatologi. Samtidigt inrättades åt honom en särskild avdelning av allmänna sjukhuset i Wien, som fick stor internationell dragningskraft. Han blev 1849 extra ordinarie och 1869 ordinarie professor i dermatologi och hade mycket stor betydelse för kännedomen om dessa liksom om de syfilitiska sjukdomarna och deras behandling. Grundande sitt system på den patologiska anatomin, omskapade han den före honom tämligen orediga läran om hudsjukdomarna; ledd av sin uppfattning av många av dessa som rent lokala störningar, förändrade han i väsentlig grad deras behandling.